# Marek Špilár
Marek Špilár (Stropkov, 11 de febrero de 1975 - Prešov, 7 de septiembre de 2013) fue un futbolista eslovaco que jugaba en la demarcación de defensa. Su último club fue el Nagoya Grampus de la J. League. Jugó en varios equipos de diferentes países, entre ellos República Checa, Eslovaquia, Bélgica y Japón.
Špilár fue internacional con la Selección de fútbol de Eslovaquia en treinta ocasiones, entre 1997 y 2002.
Marek Špilár falleció el 7 de septiembre de 2013 a los 38 años de edad al suicidarse tras saltar desde la quinta planta del piso en el que vivía en Prešov.

## Clubes
Antes de jugar a nivel profesional se formó como jugador en el equipo MŠK Tesla Stropkov.
| Club              | País            | Año       | Partidos | Goles |
| ----------------- | --------------- | --------- | -------- | ----- |
| FC Petra Drnovice | República Checa | 1993–1994 | 1        | 0     |
| FC Petra Drnovice | República Checa | 1994–1995 | 1        | 0     |
| FC Tatran Prešov  | Eslovaquia      | 1995–1996 | 27       | 0     |
| FC Tatran Prešov  | Eslovaquia      | 1996–1997 | 26       | 6     |
| MFK Košice        | Eslovaquia      | 1997–1998 | 25       | 0     |
| MFK Košice        | Eslovaquia      | 1998–1999 | 25       | 0     |
| MFK Košice        | Eslovaquia      | 1999–2000 | 25       | 3     |
| Baník Ostrava     | República Checa | 2000–2001 | 23       | 0     |
| Baník Ostrava     | República Checa | 2001–2002 | 7        | 0     |
| Sigma Olomouc     | República Checa | 2001–2002 | 8        | 0     |
| Club Brujas       | Bélgica         | 2002–2003 | 6        | 0     |
| Club Brujas       | Bélgica         | 2003–2004 | 8        | 0     |
| Club Brujas       | Bélgica         | 2004–2005 | 5        | 0     |
| Club Brujas       | Bélgica         | 2005–2006 | 12       | 0     |
| Nagoya Grampus    | Japón           | 2006      | 21       | 1     |
| Nagoya Grampus    | Japón           | 2007      | 3        | 0     |
| Total             | Total           | Total     | 223      | 10    |

## Palmarés
| Título               | Club        | País       | Año  |
| -------------------- | ----------- | ---------- | ---- |
| Corgoň Liga          | MFK Košice  | Eslovaquia | 1998 |
| Supercopa de Bélgica | Club Brujas | Bélgica    | 2002 |
| Supercopa de Bélgica | Club Brujas | Bélgica    | 2003 |
| Jupiler League       | Club Brujas | Bélgica    | 2003 |
| Supercopa de Bélgica | Club Brujas | Bélgica    | 2004 |
| Supercopa de Bélgica | Club Brujas | Bélgica    | 2005 |
| Jupiler League       | Club Brujas | Bélgica    | 2005 |